# Lazar Markovics Zamenhof
Lazar Markovics Zamenhof (cirill betűs eredeti: Лазаръ Маркович Заменгофъ, lengyelül: Ludwik Łazarz Zamenhof, születési neve: Eliezer Levi Samenhof, legelterjedtebb eszperantó neve: Lazaro Ludoviko Zamenhof; Białystok, 1859. december 15. – Varsó, 1917. április 14.) zsidó származású lengyel eszperantista, szemészorvos, filológus, az eszperantó nyelv tervezetének megalkotója.

## Családi háttér
A Zamenhof (Samenhof) család zsidó származású volt, ezen belül is a litván zsidókhoz (litvákok) tartoztak. 1857-ben egy közeli kisvárosból, Tykocinból Fabian Zamenhof Białystokba költözött, amely ekkor virágzó ipari központ volt. Ott ismerte meg, majd vette feleségül Fabian Zamenhof idősebb fia, Mark Zamenhof Liba Rachel Sofert (másképp „Rozalin Sofer”), egy sikeres zsidó kereskedő lányát.
Rozalin Sofer és Mark Zamenhof fiaként született Lazar Markovics Zamenhof. Mind édesapja, mind apai nagyapja nyelvész és nyelvtanár volt. Kétnyelvű volt, apja oroszul, anyja jiddis nyelven beszélt hozzá. Mivel Białystokban több nemzetiség is élt, Zamenhof korán elsajátította, és folyékonyan beszélte a lengyel és a német nyelvet is. Tanulmányai során magas szinten megtanult héberül, ógörögül, latinul és angolul, valamint egy kicsit franciául. Alacsonyabb szinten ismerte még az olasz, spanyol és a litván nyelveket is. 1878 után viszonylag pontos ismereteket szerzett a Johann Martin Schleyer által kiadott volapükről. Białystok kisvárosában Zamenhof korán észrevette, hogy a különböző embercsoportok nem mindig férnek meg jól egymással, és úgy látta, hogy ezek a viszályok és a félreértések a közös nyelv hiányából fakadnak. Ezen tapasztalatok erősen hatottak rá, így már gyerekként is nagy álma volt egy különböző népeket összekötő, közös nyelv.

## Élete, munkássága

### Gyermekkora

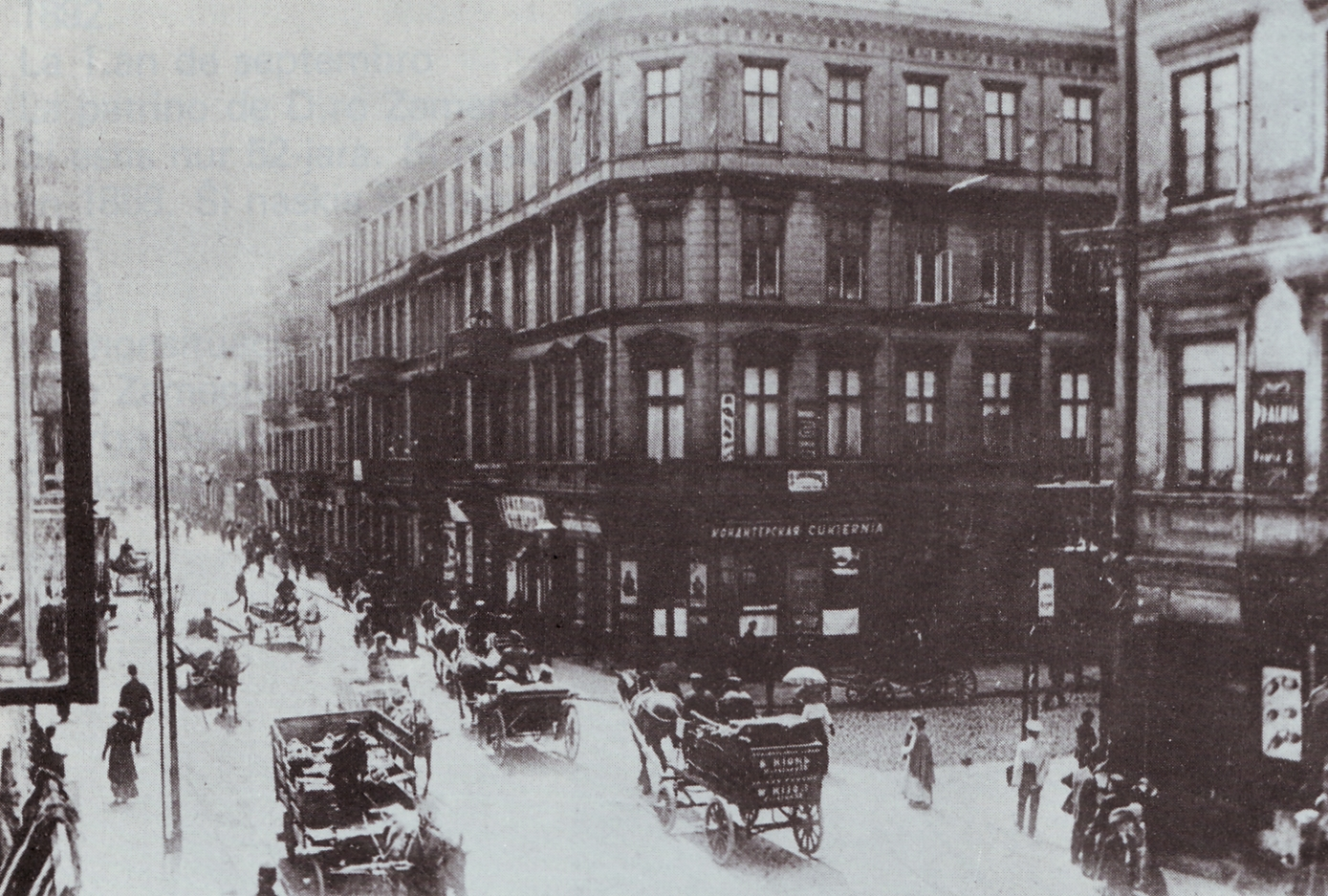
Zamenhof szülőutcája 1900 körül. Az utcát később Zamenhof után nevezték el

Zamenhof az akkor az Orosz Birodalomhoz tartozó, soknemzetiségű Białystokban az ulica Zielona (ma Zamenhof) 6-os szám alatt született. Gyermekkora óta a többnyelvűségben nőtt fel, hiszen oroszul, lengyelül, németül és jiddis nyelven tökéletesen meg tudott tanulni és ezen kívül még több más nyelven is valamilyen fokon beszélt. Szülővárosában a nemzetiségek állandó békétlenség és viszálykodás között éltek. Felmerült hát benne a gondolat, hogy talán egy közös nyelv megoldaná a különböző etnikumok közötti békétlenséget, viszálykodást.

### Kísérletek egy nemzetközi nyelvre

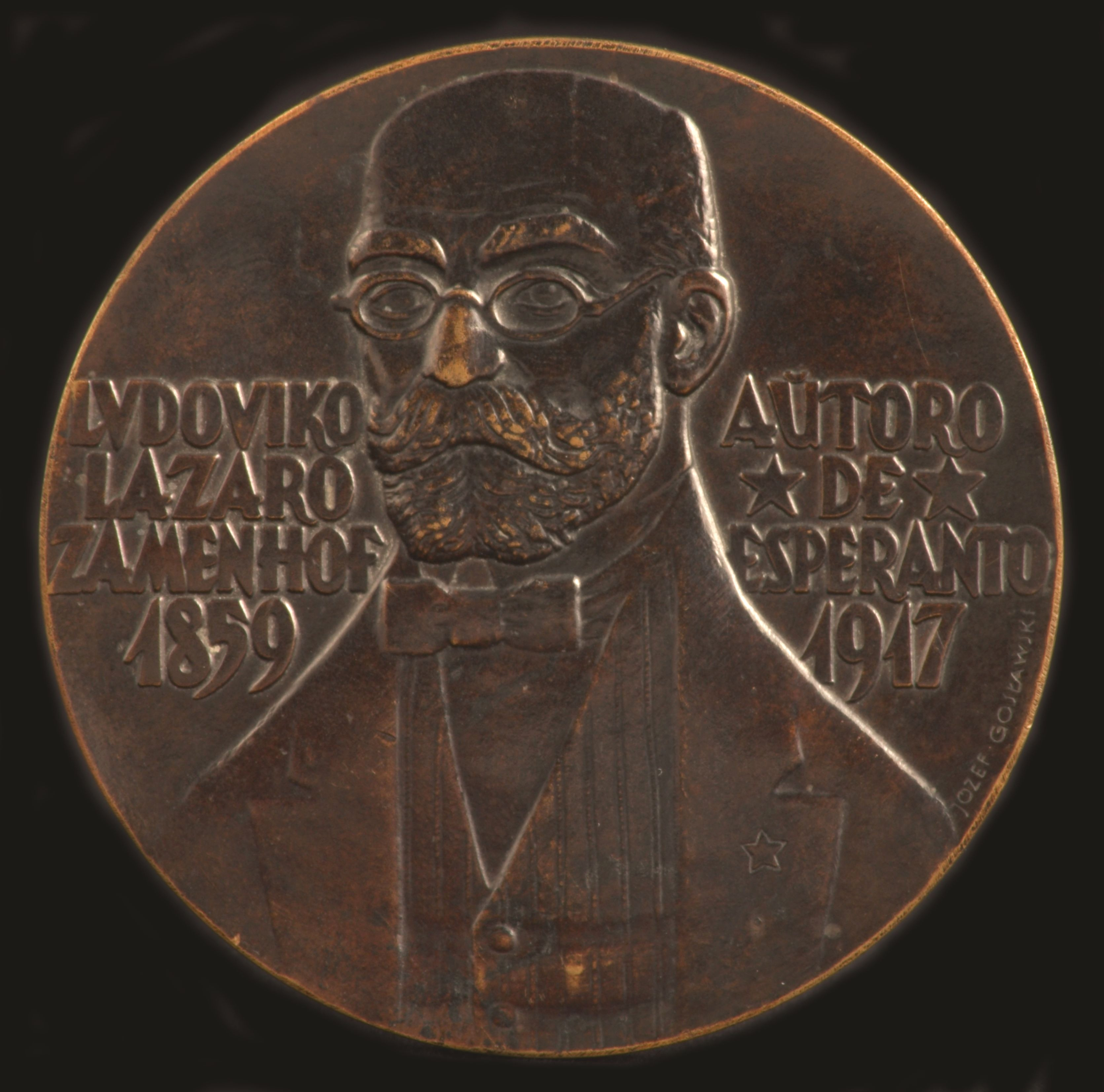
A Lazar Markovics Zamenhof-emlékérem előlapja (Józef Gosławski, 1959)

Zamenhof 1869-ben szülővárosában járt reálgimnáziumba, amit két hónap múlva, súlyos betegség miatt ott kellett hagynia, de 1870-től újra folytathatta. 1873-ban szülei Varsóba költöztek, ahol apja a reálgimnáziumban kapott német nyelvtanári állást. A fiatal Zamenhof öt hónapig otthon maradt, hogy a latin és a ógörög nyelvet tanulja, és ez után került a varsói 2. sz. nyelvi gimnáziumba. Ekkor héber, latin és ógörög tanulmányai során felmerült benne, hogy egy klasszikus nyelvet lehetne használni nemzetközi nyelvként. Ezt a gondolatot azonban hamar elvetette, mert túl bonyolultnak és nehezen tanulhatónak találta a nyelvtanukat. Zamenhof már gimnáziumi tanulmányai során felvetette egy esetleges mesterséges nyelv lehetőségét, mert arról meg volt győződve, hogy egy élő, nemzeti nyelv használata irigységet váltana ki azokból a népekből, akiknek nem ez az anyanyelvük. Foglalkozott a gondolattal, hogy matematikai alapon, vagy holt nyelvből alkot nyelvet (itt főleg a hébert fontolgatta), de ezeket az ötleteket sorra elvetette. Egyik ötlete szerint rövid betűkombinációkat (pl.: aa, ab, ac, cab, cac, cad) használt volna szavakként, de ezek jelentésére képtelenségnek tűnt emlékezni, így ezt a tervet is hamar elvetette. Három éven keresztül dolgozott egy jiddis alapú nyelven, de ennek az összeállított nyelvtana bonyolultsága miatt végül publikálatlan maradt. Gimnáziumi tanulmányai végén találkozott az angollal, aminek a nyelvtanát az ógöröghöz és a többi általa ismert holt nyelvhez képest rendkívül könnyűnek találta.
Visszatért egy korábbi tervezetéhez, és ennek nyelvtanát tovább egyszerűsítette. Gondos munka után viszonylag elégedett volt az eredménnyel, de a szótárt túl nagynak találta. Egy levelében azt írta, hogy két orosz nyelvű tábla vezette rá a megoldásra: a Швейцарская (svejcarszkaja, kapusfülke) és a Кондитерская (kongyityerszkaja, magyarul „cukrászda”). Megfigyelte, hogy mindkét szóban a -ская (-szkaja) képző változtatja az eredeti jelentést a hely megjelölésére. Ezután kezdte el alaposabban vizsgálni a szavakat, és kapcsolatokat keresett köztük, hogy eldöntse, milyen képzők lennének a megfelelőek nyelvében. Ez a munka nagyon hasznosnak bizonyult, mert így a nyelv megtanulandó szógyökeinek száma kb. az egyharmadára csökkent. A nyelv szógyökeiért főleg latin és a germán nyelvekhez nyúlt vissza, mivel ezek a nyelvek szinte minden ma élő nyelvre gyakoroltak valamilyen hatást. Így a nyelv szavai ismerősek, könnyen tanulhatóak lettek. Zamenhof ezt a nyelvi tervezetét először a barátainak mutatta be, 1878-ban, 19. születésnapján, gimnáziumi évei végén. A nyelvet lingwe uniwersalának nevezte el. Barátai közül egy páran megtanulták a nyelvet, így ők találkoztak az év decemberében. Az ünnepség alkalmával még a nyelv himnuszát is elénekelték.
Zamenhof 1879-től a Moszkvai Cári Egyetem orvosi karára járt. Itt, mivel látta, hogy egyetemista társai sok nemzetiséget képviselnek, tovább erősödött benne a törekvés az „emberi család egyesítésére”.
Az egyre növekvő zsidóellenesség és apja anyagi gondjai miatt 1881-ben abba kellett hagynia moszkvai tanulmányait, és vissza kellett mennie Varsóba. Itt diplomázott, 1885-ben. Zamenhof eddig nem akarta szélesebb körben bemutatni a nyelvet, mert túl fiatalnak gondolta magát ehhez, és még további változtatásokat akart eszközölni rajta. Gimnazista barátai közül, akik beszéltek a lingwe uniwersaláról felnőtteknek, általában csak gúnyolódást kaptak válaszul. Zamenhof, hogy lássa nyelve hiányosságait, nagy műveket fordított le, hogy az elkövetkező évek során tovább csiszolgathassa a nyelvet.

### Az eszperantó

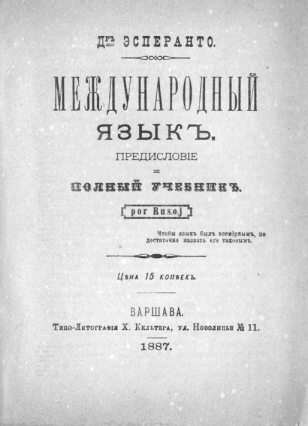
Az Unua Libro első, orosz nyelvű kiadásának címlapja

Zamenhof diplomája megszerzése után Veisiejai faluba költözött, hogy orvosi praxisát megkezdje. Hamar rájött, hogy igen érzékenyen érintik a betegek és haldoklók szenvedései, ezért visszautazott Varsóba, és ott elvégezte a szemészeti képzést. Fél évig az ottani kórház szemészeti osztályán dolgozott, majd rövid időre az egyik bécsi klinikára ment tanulni. 1886-ban újra visszautazott Varsóba, és ott megkezdte szemészeti praxisát. Ebben az évben ismerte meg leendő feleségét, Klara Silberniket Kovnóból, akit 1887. augusztus 9-én el is vett. A lányt az esküvő előtt tájékoztatta a nemzetközi nyelvével való terveiről, aki nemcsak beleegyezett Zamenhof terveibe, de felajánlotta anyagi támogatását is. Varsói orvosi gyakorlata közben Zamenhof hosszasan keresett nyomdát az első tankönyv kiadásához. A nyelvnek a Lingvo Internacia (Nemzetközi Nyelv), a tankönyvnek pedig az Unua Libro (Első könyv) nevet adta. Az első könyv oroszul jelent meg, utána pedig eszperantó, lengyel, német és francia nyelveken. Ezek tartalmaztak egy előszót, néhány verset eszperantóul, egy nyelvtani leírást és egy kis szószedetet. Mivel praktizáló orvosként nem volt pénze az első ezer kötet kiadására, és nyelvészekhez, írókhoz, politikusokhoz, tudósokhoz való szétküldésére, felesége hozományát áldozta rá. Zamenhof egy, a könyvhöz írt levélben azt kérte a címzettektől, hogy írják alá a mellékelt ígérvényt: ha egymillió másik ember is aláírja, megtanulják a nyelvet. A volapük sikertelenségét látva Zamenhof nem merte saját nevén publikálni az írást, így a dr. Esperanto (dr. Reménykedő) álnevet használta. Ez a név végül ráragadt a nyelvre, ezért hívjuk ma is eszperantónak. A levelek szétküldése után az ígérvények visszaküldése helyett az emberek sorozatosan küldték Zamenhoféknak a gratuláló leveleket, és fellelkesülve kezdték el használni az eszperantót. A siker azonnali és elsöprő volt, de csak külföldön, mivel az oroszországi gyanakvó cári kormányzat a nyelvet és követőit gyakorlatilag száműzetésbe kényszerítette. Ezek után a Zamenhof házaspár kiadta az Aldono, a Nega Blovaro, a Gefratoj, Mary Princino és a Dua Libro könyveket, egy német-eszperantó középszótárt, egy teljes orosz- és angol szótárt és egy svéd tankönyvet. Továbbá némi összeget utaltak Albert Einstein és H. Philips műveinek kiadására is. Sok újsághirdetést adtak fel, és nagy számban küldtek szét további tankönyveket. Ekkortájt született meg első két gyermekük, Adam Zamenhof 1888-ban, Zofia Zamenhof pedig 1889-ben. Az eszperantó nyelvtanok megjelenése után Zamenhof élénk levelezésbe kezdett, így sok új embert nyert meg a nyelvnek és a mozgalomnak. 1889 októberében megjelent az első eszperantó címjegyzék mintegy ezer különböző országbeli névvel. Ugyanezen évben, Nürnbergben megalakult az első eszperantista baráti társaság. Szintén ebben az évben már megjelent az első eszperantó nyelvű újság, a La Esperantisto (Az Eszperantista) című havi folyóirat, szintén Nürnbergben.

### Szűkös évek
Zamenhof a La Esperantisto című lap szerkesztését az első megjelenés után egy évvel átvette. A folyóirat kiadására meglehetősen sok pénze ment el, mert egyelőre nagyon kevés előfizetője volt. Amikor már úgy tűnt, hogy megszűnik a lap, W. H. Trompeter földmérő három évig névtelenül támogatta annak kiadását. Az eszperantó-tervezet felemésztette feleségének szinte teljes hozományát. A maradék pénz is hamar elfogyott, mivel Zamenhof orvosi munkájával túl keveset keresett. 1889-re szinte teljesen pénz nélkül maradtak. Második gyermekével terhes felesége hat hónapos fiukkal együtt elutazott édesapjához, ő pedig elment Varsóból jövedelmezőbb munkahelyet keresni. 1889 novemberében Dél-Oroszországba, Herszon városába utazott, mivel ott még nem volt szemészeti praxis. Csalódnia kellett, mert bármennyire takarékos életvitelt folytatott is, nem tudott elég pénzt összegyűjteni családja ellátására. Erről felesége nem tudott, mert Zamenhof leveleivel nem szerette volna elszomorítani, csak biztatta, és vigasztalta. Végül akkor vallotta be a teljes igazságot, amikor már nem tudott tovább kitartani. Apósa pénzbeli segítségét csak felesége hosszas unszolása után fogadta el. 1890-ben visszatért Varsóba, de itt is ki kellett ábrándulnia, így 1893 októberében családjával Hrodna városba költözött.
Bár keresete nem fedezte teljesen kiadásait, és el kellett fogadnia apósa támogatását, négy évig kitartottak, ezután viszont kénytelenek voltak ismét Varsóba költözni. A Zamenhof család helyzete itt kezdett kedvezőbbre fordulni. Orvosi praxisa egyre növekedett, 1901-ben pedig már akkora volt, hogy bevételei teljesen fedezni tudták a kiadásokat, bár így is nagyon takarékos életmódot kellett folytatniuk. Varsó zsidó negyedében, az egyik legszegényebb utcában − a Dzika (ma Ludwika Zamenhofa) utca 9-es szám alatt − éltek, így a fogadott betegek is nagyon szegények voltak. Zamenhofnak naponta akár harminc-negyven pácienst is el kellett látnia, hogy elegendő jövedelemhez juthasson.
Ez idő alatt az eszperantó egyre nagyobb mértékben terjedt, 1902 és 1905 között már tizenkét országban adtak ki eszperantó nyelvű újságokat, és alakultak baráti társaságok.

### Eszperantó Világkongresszus
Az első Eszperantó Világkongresszust (Universala Kongresót) 1905-ben, a franciaországi Boulogne-sur-Mer kisvárosban rendezték. A Zamenhof család vonattal, harmadosztályú kocsival ment a rendezvényre. A kongresszus előtt Párizsban az oktatási miniszter átnyújtotta Zamenhofnak a francia becsületrendet. A rendezvényen 668 személy vett részt.
Zamenhof − megértve a nyelv társadalmi jellegét − nem dolgozta ki aprólékos részletességgel a nyelvtant. Szerzői jogairól lemondott, de hogy a nyelv fejlődése közben megőrizhesse egységét, 1905-ben az első Eszperantó Világkongresszussal elfogadtatta a Fundamentót, az eszperantó megváltoztathatatlan alapját, amely 16 egyszerű szabályból áll. Ezekhez minden újító törekvés mellett is igyekeznek ragaszkodni. Zamenhof nyitóbeszédében érzelmesen beszélt munkájáról és az emberiség egyesülésébe vetett hitéről. Zamenhof beszéde az első, bologne-sur-meri UK-n?* A kongresszuson a La Revuo folyóirat folyamatos együttműködéséért némi pénzadományt adott Zamenhofnak, így részt tudott venni a következő világkongresszusokon is.
1912-ben a krakkói kongresszuson lemondott minden mozgalmi tisztségéről és visszavonult a nyilvánosság elől, hangoztatva, hogy ő nem a nyelv alkotója, csak elindítója. Többször megbetegedett, és csak írói munkájának élt.

### Halála

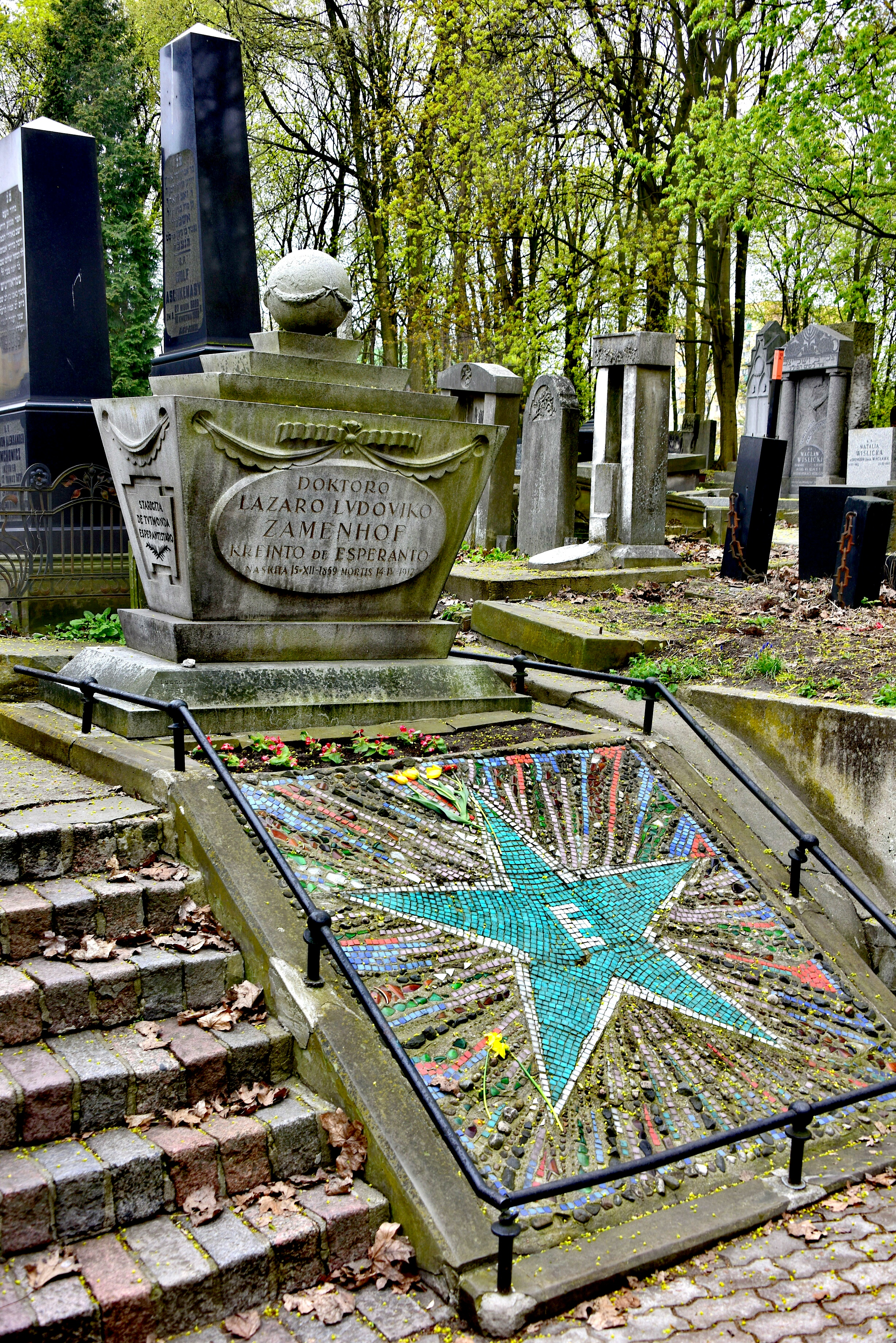
Síremléke a varsói zsidó temetőben

Zamenhof az első világháború kitörésében pacifista eszméi halálát látta, a háború jelentősen visszavetette az eszperantó-mozgalmat is. Az 1914-es párizsi világkongresszus elmaradt, 1915 és 1920 között pedig egyáltalán nem tartottak világkongresszust. Zamenhof ezekben az években is aktív maradt, körlevelet küldött szét, hogy gyűlésre hívjon eszperantista és nem eszperantista tudósokat a békéről tanácskozni. Fáradozása eredménytelen maradt, a háború folytatódott. 1917. április 14-én halt meg otthonában. A varsói zsidó temetőben helyezték örök nyugalomra, április 16-án. Mivel Varsó ekkor német megszállás alatt volt, mindössze talán 150 személy tudott részt venni a szertartáson (családtagok, közeli ismerősök, varsói eszperantisták).

## Művei
Zamenhof művei három csoportra oszthatók témájuk szerint: A nyelvi témájú könyveinél arra törekedett, hogy a nyelv később is szabadon fejlődhessen, így kezdetben csak 917 szógyököt tartalmazó szótárakat adott ki.

### Eredeti eszperantó nyelvű művek
Zamenhof nemcsak nyelve elindítója, hanem első írója, költője, fordítója is volt. Bár volt költői tehetsége, csak nyolc eszperantó nyelvű verset alkotott. Gyerekkorában nagy orosz költő illetve író szeretett volna lenni.
- Mia penso (1887 előtt)
- Ho, mia kor' (1887)
- La Espero (ez később az eszperantó mozgalom nemhivatalos himnusza lett, Félicien Menu de Ménil zenéjével)
- La vojo (1896)
- Preĝo sub la verda standardo (1905)
- Al la fratoj (1889)
- Pluvo (1909)
- La Vagabondo (valószínűleg 1910)

Zamenhof egyéb eszperantó nyelvű műveinek többnyire nyelvészeti, oktatási, vagy ideológiai jellege van. Több szótárt (pl.: eszperantó-orosz, német-orosz szótárt), egy eszperantó közmondásgyűjteményt (Proverbaro Esperanta) és több kongresszusi beszédet alkotott.
Zamenhof leghíresebb eredeti eszperantó műve az Unua Libro (Első Könyv), amelyben először publikálta nyelvtervezetét.

### Fordítások
Zamenhof eszperantó irodalmi munkássága főleg fordítói volt. Elsők közt a Miatyánk szövegét, a Biblia Ószövetségének egyes részleteit és Heinrich Heine német költő verseit adaptálta. Első fontosabb ilyen típusú műve Charles Dickens Az élet csatája című művének fordítása volt, ezt 1891-ben adták ki. 1894-ben jelent meg William Shakespeare Hamletjének, 1907-ben Nyikolaj Vasziljevics Gogol A revizor című művének eszperantó változata.

## Emlékezete és elismerések
Lazar Zamenhofot 1910-ben Nobel-békedíjra jelölte a brit Parlament négy tagja (köztük James O'Grady és Philip Snowden) és Stanley Lane Poole professzor az eszperantó nyelv megalkotásáért. A díjat végül a Nemzetközi Békeiroda nyerte el. Zamenhof 1905-ben megkapta a francia becsületrendet.

### A világban
Zamenhof születése évfordulóját, december 15-ét az eszperantisták minden évben megünneplik. 2009. december 15-én a Google kereső kezdőlapján található logó a világon mindenhol egy zöld eszperantó zászlóval egészült ki, az eszperantó atyjának százötvenedik születésnapja alkalmából.

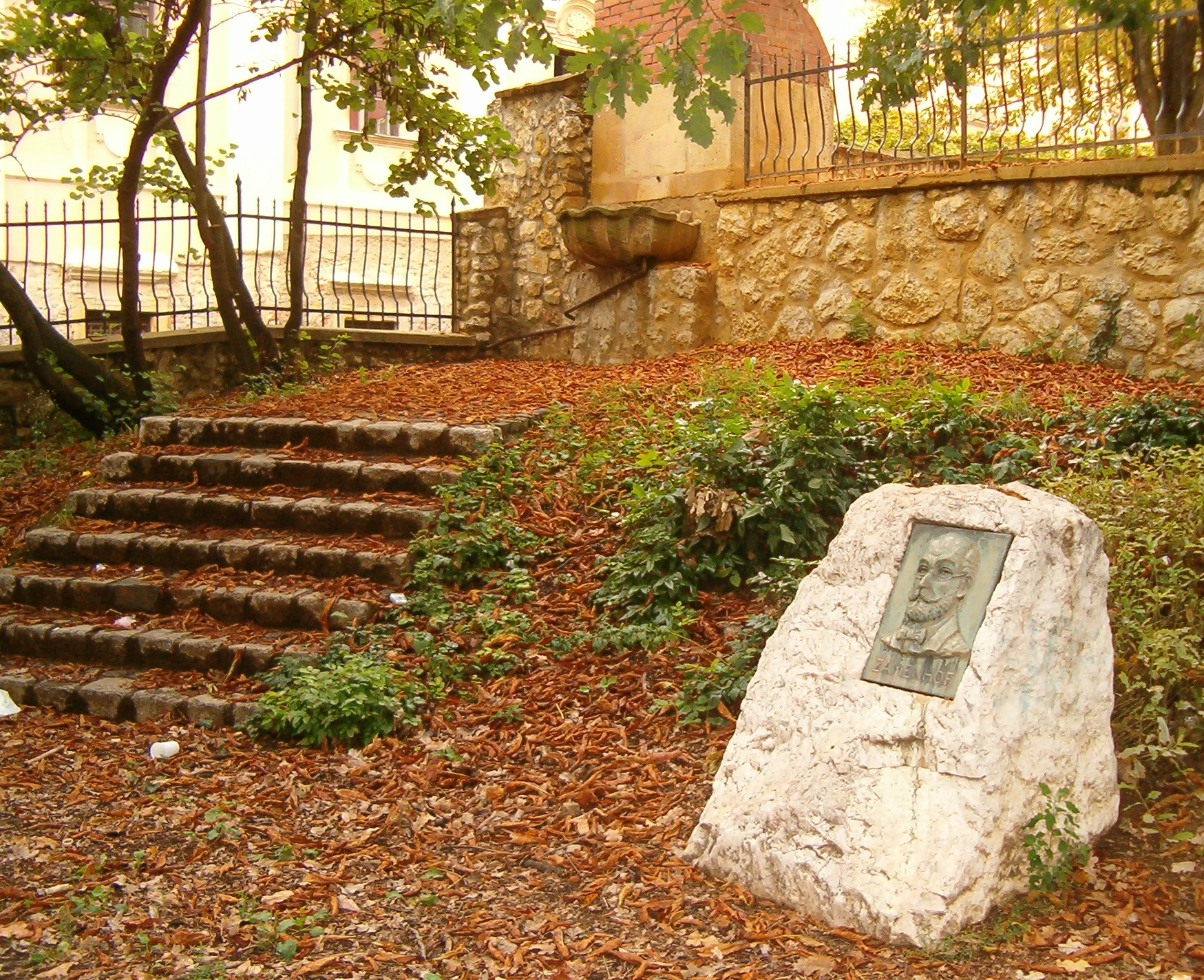
Eszperantó Park, Pécs

Az 1462-es (ideiglenes jelöléssel 1938 CA), Yrjö Väisälä által 1938. február 6-án, Turkuban felfedezett kisbolygót Zamenhof tiszteletére róla nevezték el. Az 1421 Esperantót szintén Yrjö Väisälä fedezte fel. Ez a mesterséges nyelvről kapta a nevét. Väisälä finn csillagász egyébként buzgó támogatója volt az eszperantó terjesztésének, ő elnökölt Internacia Scienca Asocio Esperantistában ("Az Eszperantista Tudósok Nemzetközi Szervezeté"-ben).
Ma világszerte ezernél több település és utca viseli Zamenhof nevét.
Több ízben adtak ki postabélyegeket Zamenhof arcképével, 2007-ig összesen 16 alkalommal. A legtöbb ilyen bélyeget Bulgáriában nyomták (1957, 1959, 1962, 1987).

### Magyarországon

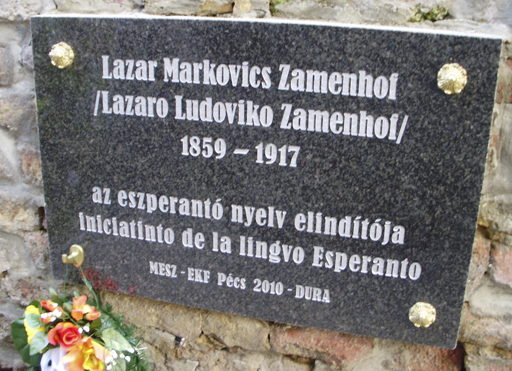
Zamenhof emléktáblája a pécsi Eszperantó Parkban (2010)

Magyarországon összesen 91 olyan közterület és emlékmű van, amit Zamenhofról, vagy az eszperantóról neveztek el.
1966. július 25-én és 2010. május 24-én a pécsi Eszperantó Parkban emléktáblát állítottak, Makón pedig a Petőfi parkban 1987-ben elültették az Eszperantó fát Zamenhof tiszteletére.
1957-ben a Magyar Posta kiadott egy postabélyeget Zamenhof arcképével (Légrády Sándor alkotása).

## Karikatúrák
Zamenhof karakterét minden eszperantista ismeri, így megjelent róla néhány paródia és karikatúra. A legjelentősebbek:
- Ian (JANO) Carter: SuperZam "La aventuroj de SuperZam" (SuperZam kalandjai) Először részenként jelent meg a Kial ne? című brit eszperantó-lapban. Másodjára a Rat-Man című képregény eszperantó változatában szerepelt, ez Daniele Binaghi és Andrea Rossetto alkotása volt.
- Zorhof képregényhős Serge Sire alkotása, sokszor szerepelt a La KancerKliniko című humoros-szatirikus eszperantó magazinban, ahol Zamenhof Zorro maszkos jótevő karakterét vette fel. A Zorhof szó a Zorro és a Zamenhof szavak összevágásával keletkezett. A Zorhof par-donas című epizód Karolo Píĉ La Litomiŝla Tombejo című regényében jelent meg.
- Zamenhoro szintén képregényhős, Zamenhof és Zorro karakterének keverésével jött létre, HÔDÔS fantáziájában született meg. A Vola Püg című eszperantó nyelvű képregény-viccmagazinban jelent meg.